# دونالد ولينغتون
دونالد ولينغتون (بالإنجليزية: Donald Wellington)‏ (10 سبتمبر 1992 - ) هو لاعب كرة قدم سيراليوني في مركز الهجوم. شارك مع منتخب سيراليون لكرة القدم. أما مع النوادي، فقد لعب مع نادي بورتس أوثوريتي ونادي فارنامو.

## روابط خارجية
- دونالد ولينغتون على موقع قاعدة بيانات كرة القدم.إي يو (الإنجليزية)
- دونالد ولينغتون على موقع ناشيونال فوتبول تيمز (الإنجليزية)
- دونالد ولينغتون على موقع Soccerway.com (الإنجليزية)